# Tyrnävä
Tyrnävä är en kommun i landskapet Norra Österbotten i Finland. Tyrnävä har 6 593 invånare och har en yta på 494,86 km².
Grannkommuner är Kempele, Limingo, Muhos och Uleåborg.
Tyrnävä är en enspråkigt finsk kommun.

## Administrativ historik
1 januari 2001 tillfördes ett område med 40 invånare från Limingo kommun.

## Tätorter
Vid Statistikcentralens tätortsavgränsning den 31 december 2021 fanns tre tätorter inom Tyrnävä kommuns område:
| Nr | Tätort          | Folkmängd |
| -- | --------------- | --------- |
| 1  | Tyrnävä kyrkoby | 3 122     |
| 2  | Murto (del av)  | 1 318     |
| 3  | Meijerinkylä    | 234       |

## Styre och politik

### Mandatfördelning i Tyrnävä kommun, valen 1976–2021
| 6 | 1 | 14 |

| 5 | 1 | 1 | 13 | 1 |

| 5 | 1 | 1 | 13 | 1 |

| 4 | 2 | 1 | 13 | 1 |

| 4 | 2 | 1 | 13 | 1 |

| 3 | 2 | 20 | 2 |

| 3 | 2 |  | 18 | 3 |

| 3 | 2 | 18 | 4 |

| 17 | 10 |

| 3 | 2 |  | 18 | 3 |

| 17 | 10 |

| 2 | 2 | 3 | 19 |  |

| 13 | 14 |

| 2 | 3 | 2 | 18 | 2 |

| 13 | 14 |

|  | 2 | 4 | 16 | 4 |

| 13 | 14 |

### Vänorter
Tyrnävä har inga vänorter.

## Befolkning

### Befolkningsutveckling
| Befolkningsutvecklingen i Tyrnävä kommun 1975–2020                                                           | Befolkningsutvecklingen i Tyrnävä kommun 1975–2020 | Befolkningsutvecklingen i Tyrnävä kommun 1975–2020 | Befolkningsutvecklingen i Tyrnävä kommun 1975–2020 | Befolkningsutvecklingen i Tyrnävä kommun 1975–2020 |
| --- | -------------------------------------------------- | -------------------------------------------------- | -------------------------------------------------- | -------------------------------------------------- |
| |                                                    |                                                    |                                                    |                                                    |
| År |                                                    |                                                    | Folkmängd                                          |                                                    |
| 1975 | 1975                                               |                                                    | 3 593                                              |                                                    |
| 1980 | 1980                                               |                                                    | 3 900                                              |                                                    |
| 1985 | 1985                                               |                                                    | 4 117                                              |                                                    |
| 1990 | 1990                                               |                                                    | 4 387                                              |                                                    |
| 1995 | 1995                                               |                                                    | 4 787                                              |                                                    |
| 2000 | 2000                                               |                                                    | 5 035                                              |                                                    |
| 2005 | 2005                                               |                                                    | 5 732                                              |                                                    |
| 2010 | 2010                                               |                                                    | 6 416                                              |                                                    |
| 2015 | 2015                                               |                                                    | 6 793                                              |                                                    |
| 2020 | 2020                                               |                                                    | 6 603                                              |                                                    |
| Anm: Uppgifterna avser förhållandena den 31 december nämnda år enligt områdesindelningen den 1 januari 2022. |                                                    |                                                    |                                                    |                                                    |

### Språk
Befolkningen efter språk (modersmål) den 31 december 2021. Finska, svenska och samiska räknas som inhemska språk då de har officiell status i landet. Resten av språken räknas som främmande. För språk med färre än 10 talare är siffran dold av Statistikcentralen på grund av sekretesskäl.
| Språk                        | Talare 2021-12-31 | Talare 2021-12-31 |
| Språk                        | Antal             | Andel (%)         |
| ---------------------------- | ----------------- | ----------------- |
| Hela befolkningen            | 6 593             | 100,0             |
| Inhemska språk totalt        | 6 548             | 99,3              |
| Finska                       | 6 531             | 99,1              |
| Svenska                      | 17                | 0,3               |
| Främmande språk totalt       | 45                | 0,7               |
| Engelska                     | 13                | 0,2               |
| Språk med färre än 10 talare | 32                | 0,5               |

|  | Finska (99,1 %) |

|  | Svenska (0,3 %) |

|  | Främmande språk (0,6 %) |

|  | Finska (99,1 %) |

|  | Svenska (0,3 %) |

|  | Främmande språk (0,6 %) |

## Kända personer från Tyrnävä
- Hjalmar Mellin, matematiker (1854-1933)

### Anmärkningar

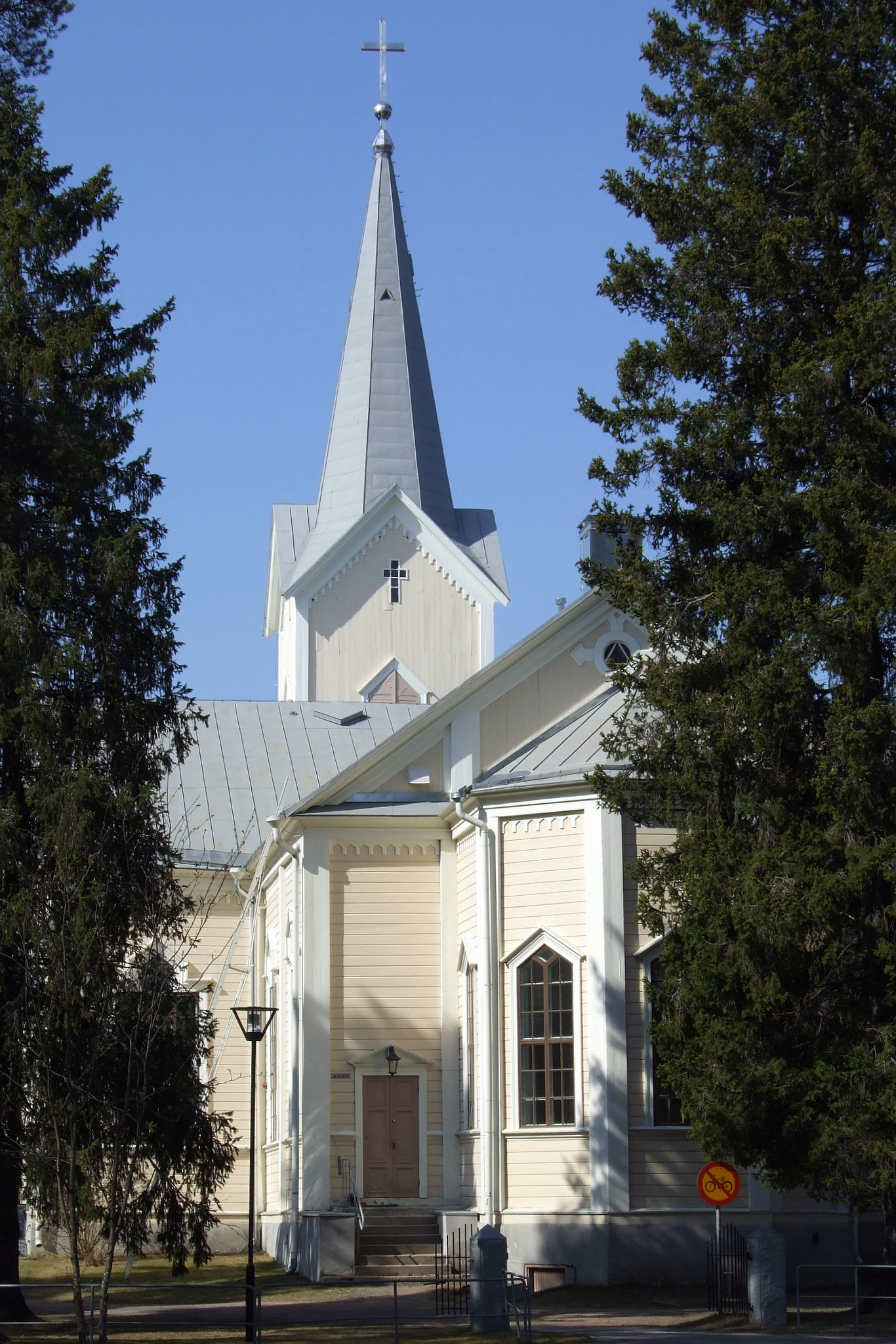
Tyrnävä kyrka.